# Motaxis
Motaxis foi uma empresa cujo ramo de atividade se dar em plataforma online por meio de aplicativo de internet, que, por meio de cadastro de motociclistas e passageiros, viabiliza o transporte individual. Idealizada pelo analista de sistemas araciense, Mateus Carvalho e fundada em fevereiro de 2015.

## História
Fundada em fevereiro de 2015 e lançada oficialmente em 17 de outubro do mesmo ano, conjuntamente com seu cofundador e patrocinador Gilson Silva. A empresa surgiu como um aplicativo que conecta moto-táxis com passageiros comuns. Logo após o laçamento o aplicativo, por se tratar de uma novidade, se tornou popular e com grande aceitação no mercado de transporte e é hoje a maior empresa do seguimento, operando em diversas cidades do pais, incluindo capitais importantes como Salvador e onde o transporte por meio de motocicletas é uma realidade. Durante a maturação da ideia que levou a criação do aplicativo, seu fundador recebeu auxilio de Renato Freita, o então diretor de tecnologia da empresa 99 Táxis..